# Ферми-жидкость
Ферми-жидкость — квантовая жидкость, состоящая из фермионов, подверженных определённым физическим условиям — а именно система должна находиться при условиях достаточно низкой температуры и обладать трансляционной инвариантностью. Взаимодействие между частицами в многочастичной системе не обязано быть малым (например, электроны в металле). Феноменологическая теория ферми-жидкости, развитая советским физиком Л. Д. Ландау в 1956 году, объясняет, почему некоторые свойства взаимодействующей электронной системы подобны тем же свойствам электронного газа (то есть невзаимодействующим фермионам), а другие свойства различаются.
Жидкий He-3 является ферми-жидкостью при низких температурах (но не достаточно низких, чтобы стать сверхтекучей фазой). Из-за нечётного числа фермионов в атоме, сам атом тоже становится фермионом. Электроны в нормальном металле (не сверхпроводящем) также представляют собой ферми-жидкость.
Ферми-жидкость качественно аналогична невзаимодействующему ферми-газу в следующем смысле: динамика системы и термодинамика при низкоэнергетических возбуждениях и температурах может быть описана при помощи невзаимодействующих фермионов, так называемых квазичастиц, каждая из которых несёт тот же спин, заряд и импульс, что и нормальная частица. Физически это можно представить в самосогласованной картине, когда окружающие частицы искажают движение частицы и она тоже возмущает движение окружающих частиц. Каждое многочастичное возбуждённое состояние системы описывается перечислением всех занятых состояний в импульсном пространстве, также как и для невзаимодействующей системы. В качестве следствия теплоёмкость ферми-жидкости растёт линейно с температурой, как для ферми-газа.
Однако многие различия стоит отметить:
- Энергия многочастичного состояния не выражается суммой энергий одночастичных возбуждений по всем заполненным состояниям. В самом деле в энергии для данного изменения {\displaystyle \delta n_{k}} заполненных состояний {\displaystyle k} содержит слагаемые линейные и квадратичные по {\displaystyle \delta n_{k}} (для ферми-газа бывают только линейные по {\displaystyle \delta n_{k}\epsilon _{k}} слагаемые, где {\displaystyle \epsilon _{k}} обозначают энергии для одной частицы). Линейные слагаемые соответствуют перенормированной одночастичной энергии, которая включает, например, изменение эффективной массы квазичастиц. Квадратичные слагаемые соответствуют усреднённому взаимодействию (среднее поле) между квазичастицами, которое характеризуется так называемым параметром ферми-жидкости и определяет поведение осцилляций плотности (и спиновой плотности) в ферми-жидкости. В то же время это взаимодействие не приводит к рассеянию частиц между различными состояниями с определённым импульсом.
- В дополнение к взаимодействию со средним полем некоторое слабое рассеяние квазичастиц друг на друге остаётся, благодаря слабому взаимодействию между ними, что приводит к конечному времени жизни. Однако для достаточно низкой энергии возбуждения вблизи с поверхностью Ферми время жизни становится таким, что произведение энергии квазичастицы (делённой на постоянную Планка) и времени жизни много больше единицы. В этом смысле энергия квазичастицы определяется точно, иначе соотношение неопределённости мешает точно определить энергию.
- Функция Грина и распределение по импульсам квазичастиц аналогично тем же функциям для фермионов в ферми-газе (за исключением уширения дельта-пика в функции Грина за счёт конечного времени жизни квазичастиц).

Ферми-жидкости свойственны особенные моды распространения высокочастотного звука, которые получили название нулевого звука.
В одномерном случае теория Ферми-жидкости теряет применимость и следует использовать теорию жидкости Латтинжера.